# Goran Gavrančić
Goran Gavrančić (Belgrado, Yugoslavia, 2 de agosto de 1978) es un exfutbolista serbio, se desempeñaba como defensa y se retiró en 2010 debido a problemas con lesiones. Fue internacional con la selección de fútbol de Serbia y Montenegro.

## Clubes
| Club                 | País       | Año         | Partidos | Goles |
| FK Čukarički Stankom | Yugoslavia | 1997 - 2001 | 57       | 1     |
| FC Dinamo Kiev       | Ucrania    | 2001 - 2008 | 135      | 22    |
| PAOK Salónica FC     | Grecia     | 2008        | 7        | 0     |
| FK Partizan          | Serbia     | 2008 - 2010 | 15       | 0     |
| Henan Jianye FC      | China      | 2010        | 3        | 0     |

## Palmarés
FC Dinamo Kiev
- Liga Premier de Ucrania: 2000-01, 2002-03, 2003-04, 2006-07
- Copa de Ucrania: 2003, 2005, 2006, 2007
- Supercopa de Ucrania: 2004, 2006, 2007

FK Partizan
- SuperLiga Serbia: 2008-09
- Copa de Serbia: 2009

- Datos: Q318774